# Bill Frist
William Harrison Frist, detto Bill (Nashville, 22 febbraio 1952), è un politico statunitense.

## Biografia
Laureato in medicina nel 1978, ha lavorato per anni come medico chirurgo in Massachusetts. Cominciò la sua carriera politica nel 1994, candidandosi al Senato: con il 56,3% dei voti sconfisse il rivale democratico nonché senatore uscente Jim Sasser ed approdò a Washington.
Riconfermato nel 2000, stavolta con una percentuale di consensi pari al 65,1%, dal 2001 ricopre l'incarico di leader della maggioranza repubblicana.
Dopo soli due mandati, nel 2006 ha deciso di non ricandidarsi alle elezioni di quell'anno: inizialmente si ipotizzò che l'obiettivo di questa pausa fosse concentrarsi meglio sulla campagna per la nomination repubblicana alle elezioni presidenziali del 2008, ma Frist non si presentò alle primarie del partito.